# Le Dragon à plusieurs têtes et le Dragon à plusieurs queues

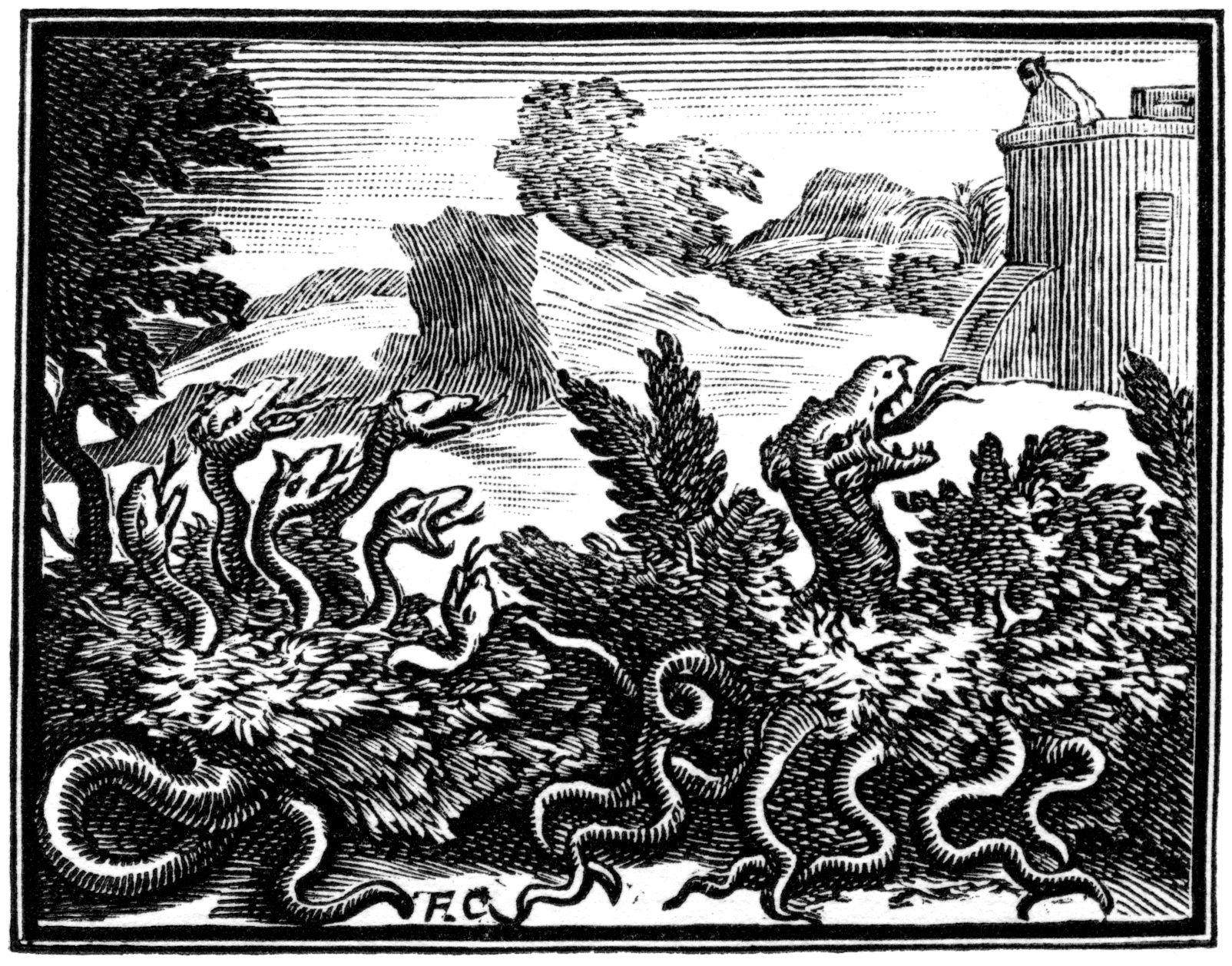
Illustration pour les « Fables choisies mises en vers par M. de la Fontaine », Claude Barbin et Denys Thierry, Paris, 1668.

Le Dragon à plusieurs têtes et le Dragon à plusieurs queues est la douzième fable du livre I de Jean de La Fontaine situé dans le premier recueil des Fables de La Fontaine, édité pour la première fois en 1668.

## Texte de la fable
Un Envoyé du Grand Seigneur
Préférait, dit l'Histoire, un jour chez l'Empereur,
Les forces de son Maître à celles de l'Empire.
Un Allemand se mit à dire :
Notre prince a des dépendants
Qui de leur chef sont si puissants
Que chacun d'eux pourrait soudoyer une armée.
Le Chiaoux, homme de sens,
Lui dit : Je sais par renommée
Ce que chaque Electeur peut de monde fournir ;
Et cela me fait souvenir
D'une aventure étrange, et qui pourtant est vraie.
J'étais en un lieu sûr, lorsque je vis passer
Les cent têtes d'une Hydre au travers d'une haie.
Mon sang commence à se glacer ;
Et je crois qu'à moins on s'effraie.
Je n'en eus toutefois que la peur sans le mal.
Jamais le corps de l'animal
Ne put venir vers moi, ni trouver d'ouverture.
Je rêvais à cette aventure,
Quand un autre Dragon, qui n'avait qu'un seul chef
Et bien plus d'une queue, à passer se présente.
Me voilà saisi derechef
D'étonnement et d'épouvante.
Ce chef passe, et le corps, et chaque queue aussi.
Rien ne les empêcha ; l'un fit chemin à l'autre.
Je soutiens qu'il en est ainsi
De votre Empereur et du nôtre.